# بروكس أتكينسون
بروكس أتكينسون (بالإنجليزية: Brooks Atkinson)‏  (و. 1894 – 1984 م) هو مؤلف، وصحفي أمريكي، ولد في ماساتشوستس، كان عضوًا في الأكاديمية الأمريكية للفنون والعلوم، توفي في هنتسفيل، ألاباما، عن عمر يناهز 90 عاماً.

## التعليم
تعلم في جامعة هارفارد.

## جوائز
حصل على جوائز منها:
- جائزة بوليتزر عن فئة المراسلة

## روابط خارجية
- بروكس أتكينسون على موقع مونزينجر (الألمانية)
- بروكس أتكينسون على موقع قاعدة بيانات برودواي على الإنترنت (الإنجليزية)
- بروكس أتكينسون على موقع قاعدة بيانات برودواي على الإنترنت (الإنجليزية)
- بروكس أتكينسون على موقع إن إن دي بي (الإنجليزية)